# Promise Keepers
Promise Keepers (PK) ist eine internationale christliche Organisation und Männerbewegung mit Sitz in Denver.

## Geschichte
Der Verein wurde 1990 vom damaligen Cheftrainer für American Football an der University of Colorado Boulder, Bill McCartney, gegründet. Laut Angaben der Organisation inspirierte eine Veranstaltung der Fellowship of Christian Athletes in Pueblo, Colorado, McCartney, 1990 eine Bewegung ins Leben zu rufen, die sein Heimstadion, das Folsom Field in Boulder mit Männern, die statt ihrer Begeisterung für Football ihren Glauben gemeinsam zelebrieren, füllen sollte. Im Juli desselben Jahres versammelten sich 72 Männer in der Boulder Valley Christian Church, um die ersten Promise-Keepers-Veranstaltung im Event Center der Universität zu organisieren. Im Dezember 1990 wurde Promise Keepers als Verein gegründet. Die Mitgliederzahlen stiegen im Folgenden rapide an, sodass die erste offizielle PK-Konferenz im Juli des darauffolgenden Jahres rund 4.200 Besucher verzeichnete. 
Zur Folsom-Field-Versammlung im Juni 1992 brachte PK sein erstes Handbuch unter dem Titel What Makes a Man? (deutsch sinngemäß: „Was einen Mann ausmacht“), erschienen im Verlag Navpress der Navigatoren. Im selben Monat wurde McCartney von James Dobson in dessen US-weite Radiosendung Focus on the Family eingeladen. 1994 kündigte McCartney seine Trainerstelle, um sich vollständig der Arbeit der Promise Keepers widmen zu können.
Das größte Event in der Geschichte der Promise Keepers fand am 4. Oktober 1997 open air unter dem Motto “Stand in the Gap: A Sacred Assembly of Men” (deutsch sinngemäß: „Tritt in die Lücke: Eine heilige Männerversammlung“) am National Mall in Washington, D.C. statt, mit einer größeren Teilnehmeranzahl als der Millionen-Mann-Marsch vom 16. Oktober 1995 derzeit das größte Massentreffen von Männern in den USA. Die Veranstaltung wurde von C-SPAN vollständig übertragen. 
Nachdem McCartney im Oktober 2003 als Präsident der Organisation zurückgetreten war, übernahm Thomas Fortson, seit 1996 sein Stellvertreter, die Position des Präsidenten sowie des CEOs. Nach fünf Jahren kehrte McCartney 2008 als CEO in die Organisation zurück, während gleichzeitig Raleigh Washington das Amt des Präsidenten übertragen bekam.
Die Bewegung breitete sich über die USA weltweit aus. So entstanden autonome Organisationen in Kanada und Neuseeland, aber auch in Asien und Europa. In Deutschland formierte sich die Bewegung 1996 auf Initiative von Heinrich Christian Rust und Willfried Gasser. Im Juni desselben Jahres versammelten sich laut eigenen Angaben „fünfzig Repräsentanten protestantischer Gruppen“ in Hannover zu einem ersten Informationsaustausch. Zu den Teilnehmern gehörten Vertreter des Bibellesebundes, des Vereins Neues Leben für Familien, der Geistlichen Gemeindeerneuerung in der Evangelischen Kirche, des Vereins Campus für Christus, des Missionswerks Jugend mit einer Mission sowie Repräsentanten unterschiedlicher Formen der Männerarbeit innerhalb der Evangelischen Kirche in Deutschland. Rust, ehemaliger Pastor der Evangelisch-Freikirchlichen Gemeinde Hannover-Walderseestraße und damaliger Leiter der Heimatmission des Bundes Evangelisch-Freikirchlicher Gemeinden mit Sitz in Bad Homburg vor der Höhe, betreute seither von dort aus das Koordinierungsbüro der Promise Keepers in Deutschland. Anfang 2004 schloss der deutsche Zweig seine Arbeit. Die Geschäftsstelle in Garbsen teilte mit, die Mitgliederversammlung habe aufgrund geistlicher und personeller Entwicklung das Ende des Vereins beschlossen.

## Die sieben Versprechen
In den sieben Versprechen entsprechen den Werte und Überzeugungen der Vereinigung:
1. Ein Promise Keeper ehrt Jesus Christus durch Anbetung, Gebet und Gehorsam gegenüber seinem Wort.
2. Ein Promise Keeper strebt nach einer lebendigen Beziehung mit einigen anderen Männern, denn ein Mann braucht Brüder, die ihm helfen, sein Versprechen zu halten.
3. Ein Promise Keeper praktiziert geistliche, moralische, ethische und sexuelle Reinheit.
4. Ein Promise Keeper setzt sich für eine starke Ehe und Familie ein, der er Liebe, Schutz und biblische Werte vermittelt.
5. Ein Promise Keeper unterstützt den Auftrag der Gemeinde, indem er seinen Pastor ehrt und für ihn betet und seine Zeit, Kraft und Gaben investiert.
6. Ein Promise Keeper überwindet die Schranken von Rassen und Denominationen, um die Kraft biblischer Einheit zu zeigen.
7. Ein Promise Keeper beeinflusst die Welt durch Gehorsam gegenüber dem großen Gebot (Markus 12,30-31) und dem großen Auftrag (Matthäus 28,19-20).